# Катапулт
Катапулт је справа за опсаду која користи полугу за бацање пројектила на велике удаљености. Име је настало од грчке речи κατα (за) и βαλλειν (бацање (пројектила)). Катапулт је обично прављен за само време опсаде, многе армије су носиле само делове катапулта, јер је дрво за његову израду било веома доступно.
Најранији катапулти датирају најмање из 7. века пре нове ере, а за јудејског краља Озију је забележено да је опремао зидове Јерусалима машинама које су гађале „великим камењем“. Катапулти се помињу у Јаџурведи под именом „џјах“ у 30. поглављу, 7. стих. У 5. веку пре нове ере мангонел се појавио у старој Кини, као тип вучног требушета и катапулта. Ране употребе су такође приписане Аџаташатру из Магаде у његовом рату против Личавија у 5. веку п. н. е. Грчки катапулти су изумљени у раном 4. веку п. н. е, а потврдио их је Диодор Сикулус као део опреме грчке војске 399. п. н. е, а затим су коришћени при опсади Мотије 397. п. н. е.

## Етимологија
Реч 'катапулт' потиче од латинског 'катапулта', што опет потиче од грчког стгрч. καταπέλτης (katapeltēs), само од κατά (kata), „надоле“ и πάλλω (pallō), „бацити“. Катапулте су измислили стари Грци и у старој Индији где их је користио магадски цар Аџаташатру око раног до средине 5. века пре нове ере.

## Типови
Катапулти се могу поделити по начину стварања и отпуштања енергије потребне за лансирање пројектила.
Први катапулт је настао у Грчкој од ручних лансера (лукова, самострела, праћки...). Био је то у ствари огроман самострел укопан у земљу. Следећа генерација је био још већи самострел али овога пута намонтиран на подметач.
Након тога развијају се и торзиони катапулти, имали су два кабла који су се увијали, касније верзије балисте и орангера. Кроз доњи део дела који садржи пројектил и горњег дела подметача провачио се канап, који би се увртао и тако стварао торзиону енергију. Они су имали руку са корпом на крају и обично праћку која је држала крај руке.
Последњи модел катапулта је Требочет који користи земљину гравитацију за покретање руке.

## Историја
Први катапулти у европи појавили су се у грчкој око 400. п. н. е. Александар Велики је унео идеју да их користи као подршку на бојном пољу. Римљани су такође доста користили ови справу.
Катапулт се користиo све док га топ није заменио у 14. веку мада има записа да се користио и након тога. У средњовековном добу катапулт је служио и као биолошко оружје, он се користио за бацање заражених животиња (нпр. куга) у опкољене градове.
Последња војна употреба катапулта је била током Првог светског рата, током раних дана рата када су коришћени за бацање ручних граната преко ничије земље у непријатељске ровове.

## Грчки и римски катапулти
Катапулт и самострел у Грчкој су уско испреплетени. Примитивни катапулти су у суштини били „производ релативно једноставних покушаја да се повећа домет и продорна моћ пројектила јачањем прамца који их је покретао“. Историчар Диодор Сикулус (1. век пне), описао је проналазак механичког катапулта за испаљивање стрела (катапелтикон) од стране грчке оперативне групе 399. године п. н. е. Оружје је убрзо употребљено против Мотије (397. п. н. е.), кључног картагињанског упоришта на Сицилији. Претпоставља се да је Диодор свој опис извукао из високо цењене историје Филиста, савременика тадашњих догађаја. Увођење самострела, међутим, може се датирати још даље у прошлост: према проналазачу Херону из Александрије (1. век нове ере), који се позивао на сада изгубљена дела инжењера Ктесибија из 3. века п. н. е, ово оружје је инспирисано ранијим ножним самострелом, званим гастрафет, који је могло да складишти више енергије од грчких лукова. Детаљан опис гастрафета, или „трбушног лука“, заједно са акварелским цртежом, налази се у Хероновој техничкој расправи Белопоеика.
Трећи грчки аутор, Битон (2. век пне), чију су поузданост позитивно оцениле недавне науке, описао је два напредна облика гастрафета, које приписује Зопиру, инжењеру из јужне Италије. Зопир је вероватно изједначен са питагорејцем тог имена који је изгледа просперирао у касном 5. веку п. н. е. Он је вероватно дизајнирао своје машине за лукове приликом опсада Кума и Милета између 421. п. н. е. и 401. п. н. е. Ликови ових машина су већ имали систем за повлачење са витлом и очигледно су могли да избаце два пројектила одједном.
Филон Византијски пружа вероватно најдетаљнији извештај о успостављању теорије белопоетике (belos = „пројектил”; poietike = „(уметност) прављења”) око 200. године п. н. е. Централни принцип ове теорије био је да су „сви делови катапулта, укључујући тежину или дужину пројектила, били пропорционални величини торзионих опруга“. Ова врста иновације указује на све већу стопу којом су се геометрија и физика асимилирали у војне подухвате.
Од средине 4. века п. н. е, сведочанства о грчкој употреби машина за избацивање стрела постају све гушћа и разноврснија: машине за испаљивање стрела (катапалтај) укратко помиње Енеја Тактик у својој расправи о опсади написаној око 350. године п. н. е. У једном сачуваном натпису из атинског арсенала, датираном између 338. и 326. п. н. е, наводи се неколико ускладиштених катапулта са стрелицама различите величине и опругама тетива. Каснији унос је посебно вредан пажње јер представља први јасан доказ за прелазак на торзионе катапулте, који су моћнији од флексибилнијих самострела и који су након тога доминирали у дизајну грчке и римске артиљерије. Овај прелазак на торзионе опруге је вероватно био подстакнут од стране инжењера Филипа II Македонског. Други атински инвентар од 330. до 329. п. н. е. укључује катапултне завртње са главама и летовима. Како је употреба катапулта постала уобичајена, тако је и обука потребна за управљање њима. Многа грчка деца су обучавана у употреби катапулта, о чему сведочи „напис из 3. века пре нове ере са острва Кеос на Кикладима [који регулише] такмичења у гађању катапултом за младе“. Машине за испаљивање стрела у акцији извештавају се из Филипове опсаде Перинта (Тракија) 340. п. н. е. У исто време, грчка утврђења су почела да имају високе куле са затвореним прозорима на врху, које су могле да се користе за смештај противпешадијских стрелаца, као у Ајгостени. Пројектили су укључивали стреле и (касније) камење које се понекад палило. Ономарх из Фокиде први је употребио катапулте на бојном пољу против Филипа II Македонског. Филипов син, Александар Велики, био је следећи командант у забележеној историји који је тако користио катапулте на бојном пољу као и да их је користио током опсада.
Римљани су почели да користе катапулте као оружје за своје ратове против Сиракузе, Македоније, Спарте и Етолије (3. и 2. век пне). Римска машина позната као аркубалиста била је слична великом самострелу. Касније су Римљани користили балистичке катапулте на својим ратним бродовима.